# Ивановка (Кабанский район)
Ива́новка — посёлок в Кабанском районе Бурятии. Входит в сельское поселение «Клюевское».

## География
Расположен на правом берегу речки Большая Ивановка, в 0,8 км к юго-востоку от места её впадения в Байкал. Через посёлок проходят Транссибирская магистраль — на восточной окраине находится станция Клюевка Восточно-Сибирской железной дороги. В 1 км к югу проходит федеральная автомагистраль Р258 «Байкал». 

## Население
| 2002 | 2010 |
| ---- | ---- |
| 43   | ↗51  |